# Iglesias bautistas independientes
Las Iglesias bautistas independientes, son congregaciones cristianas, que generalmente sostienen creencias bautistas conservadoras (fundamentalistas). Aunque las iglesias bautistas independientes se niegan a afiliarse a uniones bautistas, se han fundado varias asociaciones. 

## Historia
La tradición bautista independiente comenzó a finales del siglo XIX y principios del siglo XX entre las congregaciones bautistas locales, cuyos miembros estaban preocupados por el avance del modernismo y el liberalismo en las denominaciones cristianas y en las convenciones bautistas nacionales de los Estados Unidos y el Reino Unido.
Aunque las iglesias bautistas independientes se niegan a afiliarse a uniones bautistas, se han fundado varias asociaciones. Existe la World Baptist Fellowship fundada en 1933 en Fort Worth (Texas) por John Franklin Norris. Las diferencias doctrinales en este último llevaron a la fundación de la Baptist Bible Fellowship International en 1950 y la Independent Baptist Fellowship International en 1984. También se fundaron varios colegios bíblicos bautistas independientes.

## Creencias
Las creencias son principalmente bautistas y fundamentalistas. Rechazan cualquier forma de autoridad eclesial que no sea la de la iglesia local. Se pone gran énfasis en la interpretación literal de la Biblia como el método principal de estudio de la Biblia así como la inerrancia bíblica y la infalibilidad de su interpretación. Se oponen a la justicia social y cualquier movimiento ecuménico con denominaciones que no tienen las mismas creencias.

## Demografía
Los miembros de las iglesias bautistas independientes representan a un 2,5% de la población adulta de los Estados Unidos, según una encuesta de 2014, realizada por el Pew Research Center.

## Abuso sexual
En 2018, una investigación realizada por el Fort Worth Star-Telegram identificó 412 acusaciones de abuso en 187 iglesias e instituciones bautistas fundamentales independientes (IFB) en Estados Unidos y Canadá, y algunos casos se remontan a la década de 1970.
En noviembre de 2023, Investigation Discovery lanzó Let Us Prey: A Ministry of Scandals, un documental de 4 partes que destaca el abuso sexual y el encubrimiento dentro del movimiento bautista independiente.